# Siekiernica górska
Siekiernica górska (Hedysarum hedysaroides (L.) Schinz & Thell.) – gatunek rośliny należący do rodziny bobowatych. Występuje w górach Europy, Kaukazu, Turcji, oraz w Japonii i Korei. W Polsce występuje wyłącznie w Tatrach. Status gatunku we florze Polski: gatunek rodzimy.

## Morfologia

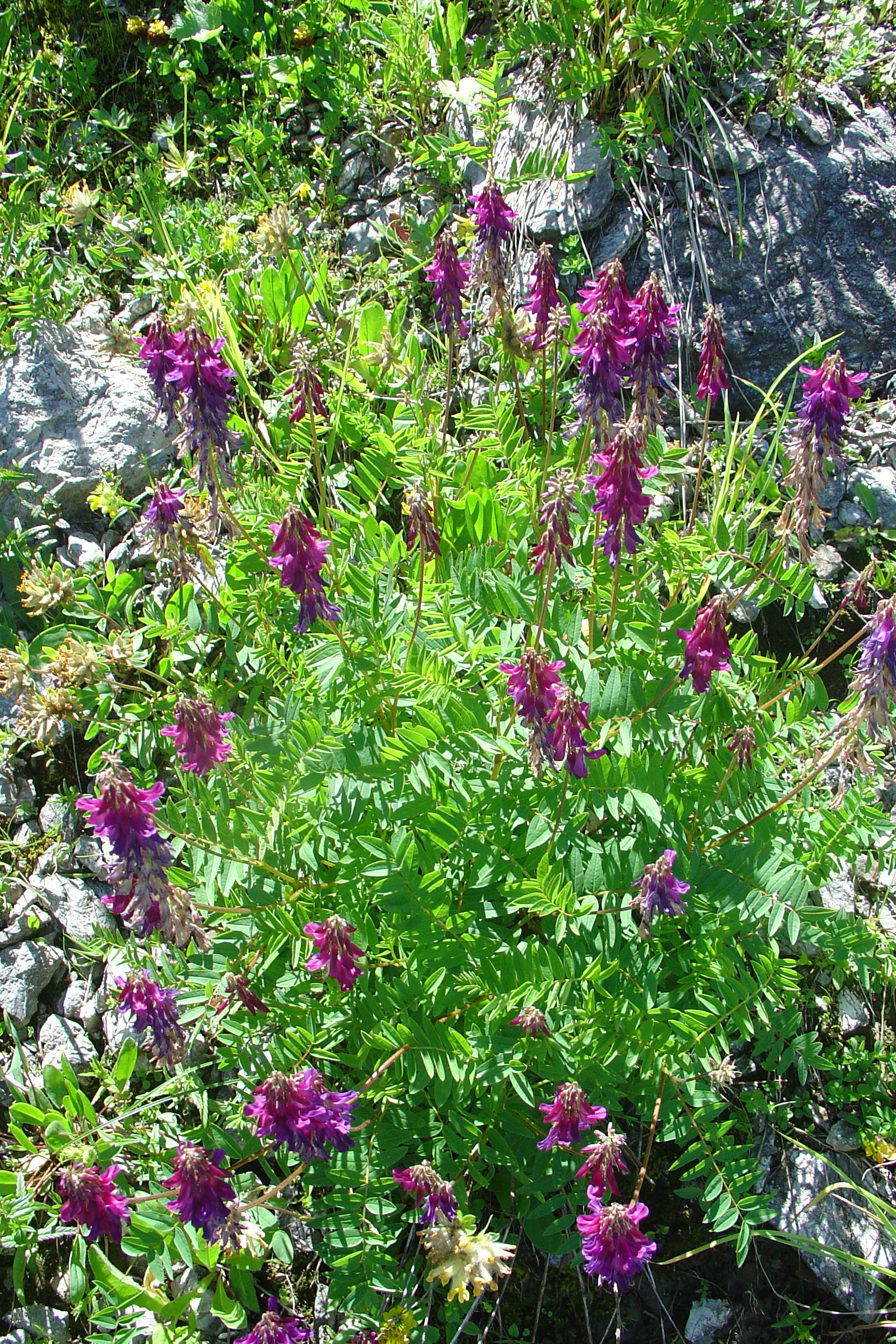
Pokrój

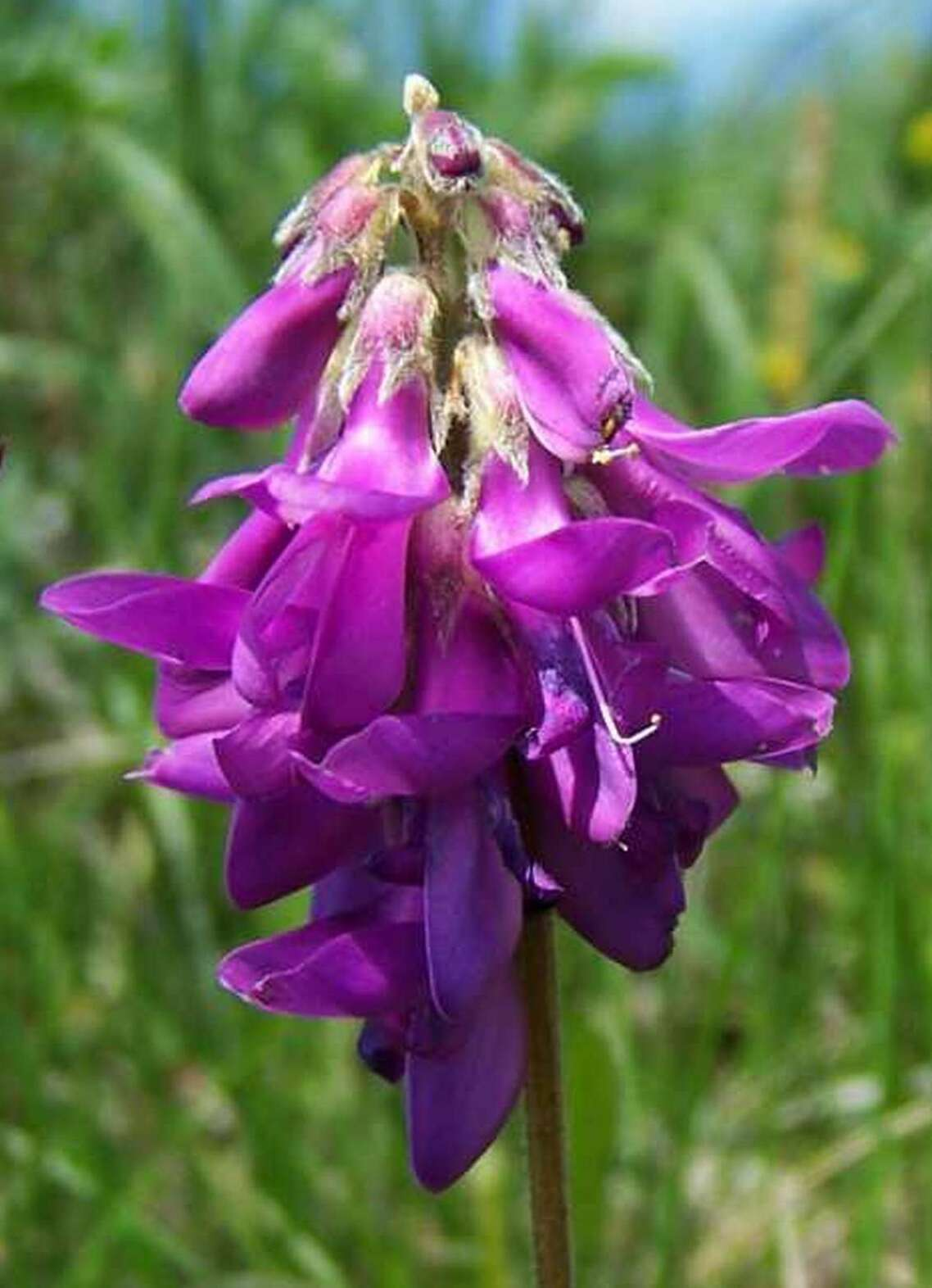
Kwiatostan

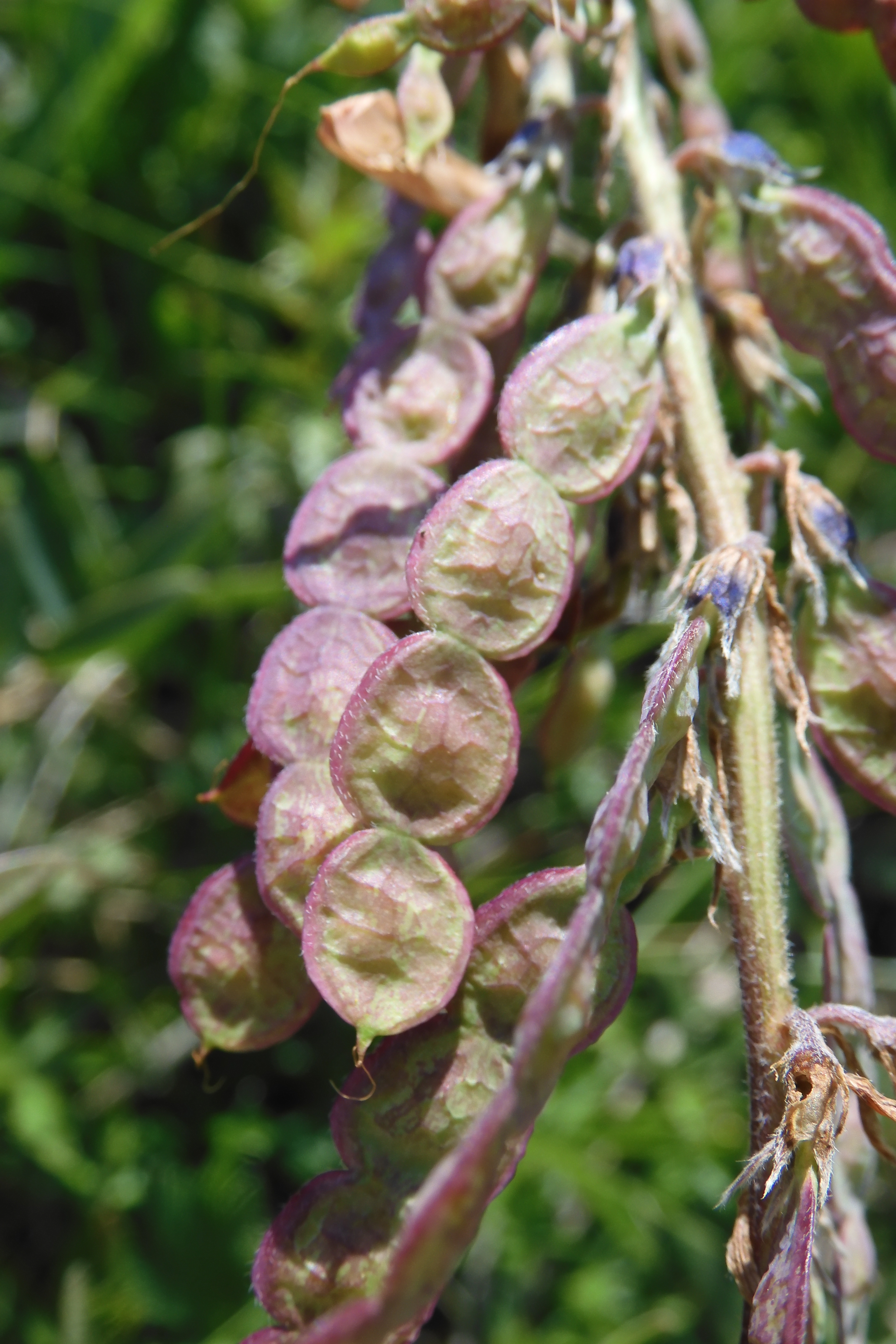
Owoce

ŁodygaWzniesiona, pojedyncza, prawie naga, jedynie w nasadach liści jest nieco owłosiona. Wysokość 10–30 cm.
LiścieNieparzystopierzastodzielne, złożone z 5–9 par podługowatych listków. Posiadają przylistki, które po przeciwnej stronie liści zrastają się w pochewkę z dwoma ząbkami.
KwiatyMotylkowe, zebrane w dość luźne grono wyrastające na długich, wzniesionych szypułkach z kątów liści. Duże grzbieciste kwiaty (do 2 cm długości) zwisają na krótkich szypułkach. Kielich zrosłodziałkowy z 5 ostrymi ząbkami, fioletowo nabiegły. Korona o fioletowo-purpurowym kolorze, o budowie typowej dla roślin motylkowych. Jej łódeczka jest zaokrąglona na szczycie. Szyjka słupka jest ostro załamana, pręcik znajdujący się przed żagielkiem jest wolny.
OwocStrąk złożony z 2–5, wyraźnie poprzecznie przewężonych i wąsko oskrzydlonych członów. W każdym z nich jest jedno brunatne, nerkowate nasiono.
KorzeńRozgałęziony, wrastający do 1 m głębokości w głąb gleby.

## Biologia i ekologia
- Rozwój: Roślina górska, bylina. Roślina miododajna, kwitnie od lipca do sierpnia, jest owadopylna[6].
- Siedlisko: murawy, półki skalne, hale. Głównie na podłożu wapiennym (roślina umiarkowanie wapniolubna, unika silnie zwapnowanych gleb), tylko wyjątkowo spotkać ją można na podłożu granitowym. W Tatrach występuje od piętra kosówki do piętra alpejskiego[6].
- Fitosocjologia: w klasyfikacji zbiorowisk roślinnych gatunek charakterystyczny dla Ass. Festuca versicoloris-Seslerietum[8].

## Zastosowanie
- Roślina bardzo cenna rolniczo, jako roślina pastewna. Jest przez Unię Europejską wprowadzana do uprawy jako roślina rolnicza.